# Антияпонская армия народов Малайи
Антияпонская армия народов Малайи (малайск. Tentera Anti-Jepun Penduduk Tanah Melayu) — военная организация Малайской коммунистической партии, которая действовала на оккупированной японцами территории Малайи во время Второй мировой войны. После окончания войны — действовала против Великобритании и «независимого» правительства Малайзии.

## История
К началу Второй мировой войны Малайя являлась протекторатом Великобритании. Японское вторжение на полуостров началось 8 декабря 1941 года, когда части 25-й японской армии начали наступление из Индокитая через Сиам в северную Малайю. К концу декабря 1941 года японские войска захватили основную часть Малайи, 24 января 1942 года — взяли Куала-Лумпур, 31 января 1942 года — заняли самую южную точку Малайи. 1 февраля 1942 английские войска в Малайе начали эвакуацию в Сингапур. 15 февраля 1942 года Сингапур капитулировал.
Установленный японцами оккупационный режим вызвал рост сопротивления, в котором приняли участие местные жители и проживавшие на полуострове китайские переселенцы, к ним также примкнули отдельные военнослужащие британских, австралийских и местных колониальных войск, скрывавшихся от японцев.
Общее руководство движением осуществлял Центральный военный комитет коммунистической партии Малайзии (находившийся в Паханге), которому подчинялись районные военные комитеты и партизанские отряды. Подготовка военных кадров проходила на двухмесячных военных курсах при Центральном военном комитете в Паранге и в Народной Академии при штабе 6-го отдельного отряда, действовавшего на юге султаната Джохор.
Подпольная организация «Антифашистская лига», ядро которой составляли коммунисты, была создана в Сараване.
В конце 1943 года было начато антияпонское восстание в Сабахе
К Антияпонской армии народов Малайи присоединились активисты организации «Антияпонский союз».
Партизаны Антияпонской армии народов Малайи вели разведывательную деятельность в интересах западных союзников и высаженным в Малайе разведывательно-диверсионным группам «подразделения 136». В ответ, в период с конца 1944 года до августа 1945 года союзники передали партизанам 3,5 тыс. единиц стрелкового оружия, боеприпасы, и направили в район деятельности партизан 500 военнослужащих и диверсантов, которые принимали участие в боевых действиях и занимались военным обучением партизан.
В январе 1945 года японцы предприняли крупное наступление против партизан.
В 1945 году подразделения Антияпонской армии народов Малайи принимали капитуляцию японских войск. К моменту капитуляции японских войск, общая численность Антияпонской армии народов Малайи составляла 10 тыс. партизан. В общей сложности, в течение войны партизаны уничтожили 10 тыс. военнослужащих оккупационных войск, а также 2,5 тыс. предателей и японских пособников
1 сентября 1945 года в Малайе высадились части 14-й британской армии. Британское военное командование начало демобилизацию партизан — при этом, в случае, если они сдавали оружие, каждому бойцу выплачивали пособие в размере 350 долларов США. Одновременно, началось создание органов английской военной администрации.
7 сентября 1945 года британскому военному командованию и правительству Великобритании был направлен текст манифеста «Шесть требований к Англии», который предусматривал создание Малайской Демократической Республики. Ответа на манифест получено не было.
В декабре 1945 года Антияпонская армия народов Малайи и созданные её сторонниками народные комитеты были запрещены английскими колониальными властями.

## Последующие события
В июне 1948 года английские колониальные власти объявили о введении в Малайе чрезвычайного положения. Начались боевые действия. В феврале 1949 года для борьбы против англичан была создана Освободительная армия народов Малайи, в состав которой вошли многие бойцы и командиры Антияпонской армии народов Малайи